# Krivulja kapa
Krivulja kapa je ravninska krivulja, ki spominja na grško črko κ (kapa).
Krivuljo je prvi proučeval Gérard van Gutschoven (1615 - 1668) okoli leta 1662. Pozneje sta jo proučevala še angleški fizik, matematik, astronom, filozof, ezoterik in alkimist Isaac Newton (1643 – 1727) in švicarski matematik Johann Bernoulli I. (1667 - 1748).

## Krivulja kapa v kartezičnih koordinatah
V kartezičnem koordinatnem sistemu je enačba krivulje kapa:
{\displaystyle x^{2}(x^{2}+y^{2})=a^{2}y^{2}}.

## Parametrična oblika krivulje kapa
V parametrični obliki je enačba krivulje kapa 
{\displaystyle {\begin{matrix}x&=&a\sin t\\y&=&a\sin t\tan t\end{matrix}}}

## Krivulja kapa v polarnih koordinatah
V polarnem koordinatnem sistemu ima krivulja kapa enačbo
{\displaystyle r=a\tan \theta }

## Lastnost
Krivulja ima dve asimptoti, ki sta vzporedni z y-osjo. Njuni enačbi sta {\displaystyle x=\pm a}.

## Ukrivljenost
Ukrivljenost krivulje kapa je enaka 
{\displaystyle \kappa (\theta )={8\left(3-\sin ^{2}\theta \right)\sin ^{4}\theta  \over a\left[\sin ^{2}(2\theta )+4\right]^{3 \over 2}}}.

## Naklonski kot tangente
Naklonski kot tangente (kot, ki ga tvori v določeni točki tangenta v tej točki z x-osjo) je enak 
{\displaystyle \phi (\theta )=-\arctan \left[{1 \over 2}\sin(2\theta )\right]}.